# Ben Hogan

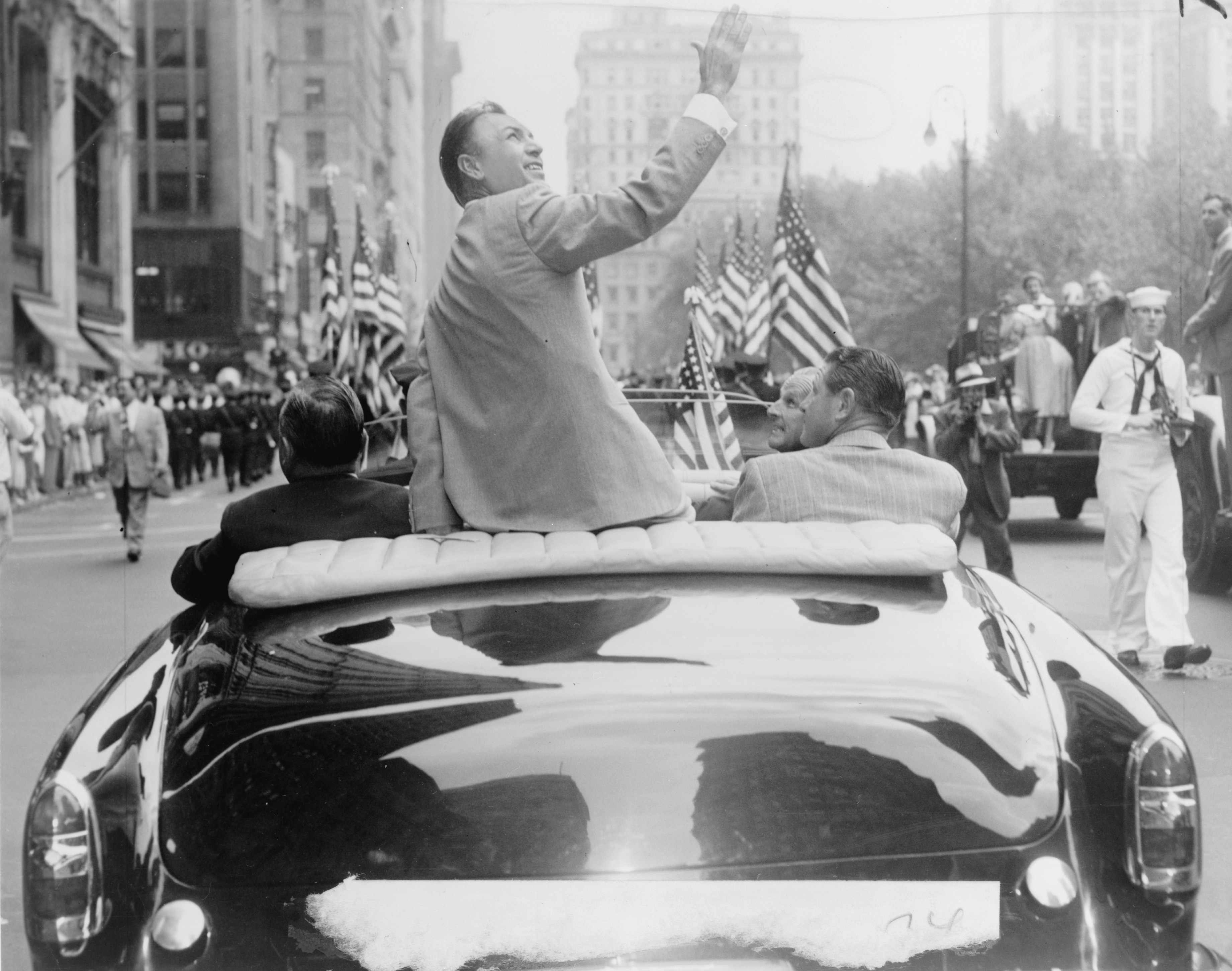
Hogan in 1953

Ben Hogan (Stephenville, 13 augustus 1912 – Fort Worth, 25 juli 1997) was een Amerikaans golfer.
Hogan, die twee keer de de Masters, vier keer het US Open, twee keer het Amerikaanse PGA Kampioenschap en een keer het Brits Open won, was vooral bekend om zijn swing.

## Achtergrond
Hogans vader, Chester Hogan, was een smid uit de buurt van Dublin die later naar Fort Worth verhuisde. Zijn moeder Clara Williams was naaister. Toen Ben negen jaar oud was, pleegde zijn vader zelfmoord door zichzelf in de borst te schieten. Financieel had zijn moeder het daarna moeilijk, er was geen schoolgeld meer zodat haar drie kinderen baantjes moesten zoeken om wat geld te verdienen. Zo begon Hogan op de Glen Garden Country Club als caddie. Daar ontmoette hij Byron Nelson, die later ook een beroemd tourspeler zou worden. In die tijd speelden ze al vaak tegen elkaar in caddie-toernooien.
De club had een regel die verbood dat er caddies waren van 16 jaar of ouder. Nelson, die in februari 1928 16 werd, kreeg een jeugdlidmaatschap aangeboden, wat hoogst uitzonderlijk was. Hogan werd een half jaar later zestien en moest als caddie werk bij een andere club zoeken.

## Golfcarrière
Eind januari 1930, toen Hogan 17 jaar was, werd hij professional om mee te mogen doen aan het Texas Open in San Antonio. Hij verliet school, hoewel hij in zijn laatste jaar zat, en werd clubprofessional in Cleburne. Daar ontmoette hij in 1932 Valerie Fox, met wie hij in 1935 trouwde. Vanaf 1940 begon Hogan steeds meer golfoverwinningen te behalen.
Op 2 februari 1949 reed Hogan frontaal tegen een Greyhound-bus aan. Zowel Fox als Hogan raakten gewond Hogan lag daarop 59 dagen in het ziekenhuis. Hij had een gebroken enkel, sleutelbeen, een gekneusde rib en problemen met zijn bloed. Men vreesde dat hij mogelijk nooit meer zou kunnen lopen. Hogan herstelde grotendeels, en kon uiteindelijk weer golf spelen. In 1950 won hij voor de tweede keer het US Open. Op de laatste hole sloeg hij een ijzer 1 naar de green en maakte een par waarna hij de 18-holes play-off van Lloyd Mangrum en George Fazio won.
In 1953 besloot Hogan naar Groot-Brittannië te gaan en het Brits Open te spelen. Hij won en kwam daarna niet meer naar Europa. Hij won dat jaar drie majors, een prestatie die de "Hogan Slam" werd genoemd. Dit jaar richtte Hogan een bedrijf op om golfclubs te maken, dat hij in 1969 verkocht.
Hogan was een van de eerste spelers die gingen opmeten hoe ver er met bepaalde stokken geslagen kon worden. Hij verkende de baan om op te meten hoe ver een bunker of bepaalde boom was. Hogan ging dus voor een lage totaalscore, en speelde dus niet graag matchplay. Hij werd herhaaldelijk uitgenodigd als voormalig winnaar om weer aan het PGA Kampioenschap mee te doen, dat tot 1958 een matchplay-toernooi was, maar daar gaf hij geen gevolg aan.
Hogan schreef verschillende boeken, waarvan de bekendste is getiteld Five Lessons: The Modern Fundamentals of Golf.

## Gewonnen

### Amerikaanse PGA Tour
- 1938: Hershey Four-Ball (met Vic Ghezzi)
- 1940: North and South Open, Greater Greensboro Open, Asheville Land of the Sky Open, Goodall Palm Beach Round Robin
- 1941: Asheville Open, Chicago Open, Hershey Open, Miami Biltmore International Four-Ball (met Gene Sarazen), Inverness Invitational Four-Ball (met Jimmy Demaret)
- 1942: Los Angeles Open, San Francisco Open, North and South Open, Asheville Land of the Sky Open, Hale America Open, Rochester Open
- 1945: Nashville Invitational, Portland Open Invitational, Richmond Invitational, Montgomery Invitational, Orlando Open
- 1946: Phoenix Open, San Antonio Texas Open, St. Petersburg Open, Miami International Four-Ball (met Jimmy Demaret), Colonial National Invitation, Western Open, Goodall Round Robin, Inverness Invitational Four-Ball (met Jimmy Demaret), Winnipeg Open, PGA Championship, Golden State Open, Dallas Invitational, North and South Open
- 1947: Los Angeles Open, Phoenix Open, Colonial National Invitation, Chicago Victory Open, World Championship of Golf, Miami International Four-Ball (met Jimmy Demaret), Inverness Invitational Four-Ball (met Jimmy Demaret)
- 1948: Los Angeles Open, PGA Championship, US Open, Inverness Invitational Four-Ball (met Jimmy Demaret), Motor City Open, Reading Open, Western Open, Denver Open, Reno Open, Glendale Open
- 1949: Bing Crosby Pro-Am, Long Beach Open
- 1950: US Open
- 1951: de Masters, US Open, World Championship of Golf
- 1952: Colonial National Invitation
- 1953: de Masters, Pan American Open, Colonial National Invitation, US Open
- 1959: Colonial National Invitation

### Europese PGA Tour
- 1953: Brits Open op Carnoustie

### Elders
Onder andere:
- 1950: Greenbrier Pro-Am
- 1953: Pan American tournament
- 1956: World Cup op Wentworth, zowel individueel als met Sam Snead